# Не хочу бути перехожим
«Не хочу бути перехожим» — радянський художній фільм 1987 року, знятий режисером Овезом Ерековим на кіностудії «Туркменфільм».

## Сюжет
За мотивами однойменної повісті Нарімана Джумаєва. Закінчивши вісім класів Ашгабатської школи, Байрам Овезов всупереч матері приймає рішення повернутися в шахтарське місто Гаурдак, де живе його дід і де працював його батько. Байрам вступає на навчання до ПТУ, щоб успадкувати професію гірника.

## У ролях
- Батир Курбанов — Байрам Овезов
- Раїса Недашківська — Айсолтан
- Ораз Амангельдиєв — Сахат
- Б. Моллаєв — Клич
- І. Андрушенко — Василь
- Юсуп Кулієв — Сари
- Ліліанна Сидоренко — Шура
- Ораз Черкезов — Кадир-Уста
- Чари Бердиєв — Шаріп Гарипович
- Аннамурад Бердиєв — Мурад Зінхарович
- Оразмурад Гуммадов — дядько Максуд
- Мухаммед Черкезов — дід Байрама
- Айсалтан Бердиєва — бабуся Байрама
- Антоніна Рустамова — роль другого плану
- Мулькаман Оразов — Ходжаєв
- Р. Джумаєв — роль другого плану
- А. Щербакова — роль другого плану
- М. Сариєв — роль другого плану
- Н. Какабаєв — роль другого плану

## Знімальна група
- Режисер — Овез Ереков
- Сценарист — Едуард Тропінін
- Оператор — Батир Атаєв
- Композитор — Атха Чариєв
- Художник — Гусейн Гусейнов